# Hastius ochraceus
Hastius ochraceus är en stekelart som beskrevs av Schmitz 1946. Hastius ochraceus ingår i släktet Hastius och familjen bredlårsteklar. Inga underarter finns listade i Catalogue of Life.